# Xã Spring Point, Quận Cumberland, Illinois
Xã Spring Point (tiếng Anh: Spring Point Township) là một xã thuộc quận Cumberland, tiểu bang Illinois, Hoa Kỳ. Năm 2010, dân số của xã này là 1.294 người.